# Горенє Сушиці
Горенє Сушиці (словен. Gorenje Sušice) — поселення в общині Доленьське Топлице, регіон Південно-Східна Словенія, Словенія. Висота над рівнем моря: 202,2 м.